# João Pedro dos Santos Gonçalves
João Pedro dos Santos Gonçalves, mais conhecido como China, (Beja, 15 de Abril de 1982) é um futebolista português formado nas escolas do Sporting Clube de Portugal.
No início da época 2008/2009 deixou a Associação Naval 1.º de Maio, e assinou por três épocas pelo Clube de Futebol Os Belenenses. No entanto no início da segunda volta do campeonato assinou pelo Metallurg Donetsk, do campeonato ucrânciano.